# Melchior Inchofer
Melchior Inchofer (ou Imhofer, em húngaro:  Inchofer Menyhért; Kőszeg, ca. 1584 – Milão, 28 de setembro de 1648) foi um jesuíta austro-húngaro. Desempenhou papel fundamental no Processo de Galileu Galilei, com seus argumentos publicados mais tarde em seu Tractatus Syllepticus, relatando que Galileu foi um advogado do heliocentrismo copernicano. Seu papel no processo está sendo reavaliado com base em evidências de documentos recentemente disponíveis.

## Obras
- Tractatus syllepticus. (Digitalisat)
- LVCII CORNELII EVROPAEI MONARCHIA SOLIPSORUM Ad Virum Clarissimum LEONEM ALLATIVUM. Veneza 1645.
- La Monarchie des Solipses, traduite de l'original latin de Melchior Inchofer, de la Compagnie des Jesus. Chez Herman Uytwerf, Amsterdam 1754.